# عبد الرحمن الشاطر

عبد الرحمن الشاطر (1939، طرابلس)، كاتب صحفي ليبي وعضو المؤتمر الوطني العام سابق، وعضو مجلس الدولة حالي، متخصص في الشؤون الاقتصادية، وهو الأمين العام لحزب التضامن الوطني.